# 十楽寺直彦
十楽寺 直彦（じゅうらくじ なおひこ、1926年3月12日 - ）は、東京都出身の都市計画家、造園家。

## 略歴
千葉高等園芸学校（現・千葉大学園芸学部）を卒業。札幌市役所に1946年採用、公園指導員や巡回幼稚園（現在のなかよし子供館）の業務などを経て、1961年から1968年にかけ公園課長の後企画調整局計画部長・企画部長、1973年に都市開発局開発部長、1975年に環境局緑化推進部長を歴任、定年前の1981年末に退職。
終戦直後、進駐軍の車道に使われるなど、荒れ放題であった中島公園の復興に務めた。また、公園係長時代の1958年には中島公園に北海道大博覧会を記念し中谷宇吉郎と共同で雪の結晶のデザインをあしらった広場「雪の広場」の開発に携わった他、豊平川を都市計画区域の公園緑地に指定し将来は堤防と堤防で囲まれた川のなかを公園として活用する案を提唱し、その後1967年（昭和42年）に豊平川の藻岩橋から雁来大橋までの水面までを含む約330ヘクタールを公園緑地（豊平川緑地）とする都市計画が策定された。緑化推進部長時代には自然保護関連やカムバックサーモン運動を担当。さらに、業務の間を縫ってアメリカやスウェーデンを来訪し、現地の多くの公園を視察して欧米の優れた技術を吸収した。
1986年、日本公園緑地協会創立50周年記念表彰。